# Gushan (socken i Kina, Guangxi)
Gushan (kinesiska: 古山乡, 古山) är en socken i Kina. Den ligger i den autonoma regionen Guangxi, i den södra delen av landet, omkring 130 kilometer norr om regionhuvudstaden Nanning.
Genomsnittlig årsnederbörd är 1 772 millimeter. Den regnigaste månaden är juni, med i genomsnitt 297 mm nederbörd, och den torraste är februari, med 35 mm nederbörd.